# Gare de Mehun-sur-Yèvre
Gare de Mehun-sur-Yèvre – stacja kolejowa w Mehun-sur-Yèvre, w departamencie Cher, w Regionie Centralnym-Dolinie Loary, we Francji.
Jest stacją Société nationale des chemins de fer français (SNCF), obsługiwaną przez pociągi TER Centre.